# Драганово (Бургасская область)
Драганово (болг. Драганово) — село в Бургасской области Болгарии. Входит в состав общины Бургас. Находится примерно в 22 км к северу от центра города Бургас. По данным переписи населения 2011 года, в селе  проживало 433 человека.

## Население
| Год     | 1934 | 1946 | 1956 | 1965 | 1975 | 1985 | 1992 | 2001 | 2011 |
| ------- | ---- | ---- | ---- | ---- | ---- | ---- | ---- | ---- | ---- |
| Жителей | 380  | 369  | 253  | 318  | 370  | 382  | 419  | 452  | 433  |

| Национальность | Человек | Процент |
| -------------- | ------- | ------- |
| болгары        | 10      | 2,31%   |
| турки          | 422     | 97,46%  |
| Всего ответов  | 433     |         |

|  |